# Кеша
Кеша Роуз Сибърт (на английски: Kesha Rose Sebert), родена на 1 март 1987 г., по-известна като Кеша, е американска поп певица и авторка на песни.
Пробива в музикалния бизнес през 2009 година. Тя изпълнява женски вокали в масовия хит на Flo Rida – Right Round. Нейният сингъл „Tik Tok“ е издаден през август 2009 г. и постига голям търговски успех. „Tik Tok“ става №1 в 11 държави (сред които и България). Кеша е посланик на HSI (Humane Society), в защита на правата на животните, часовници Casio и е ЛГБТ активистка. Кеша е номирана за над 40 награди, като е печелила повече от 15. Някои от тях са награди на MTV и Billboard.

## Произход, детство и начало на музикална кариера
Кеша е родена на 1 март 1987 г. в Лос Анджелис, Калифорния, САЩ, но прекарала по-голяма част от детсвото си в Нешвил, щата Тенеси. Отгледана е от майка ѝ, Пиби Сибърт, написала песни за важни изпълнители на кънтри сцената като Джони Кеш и Доли Партън. Самоличността на баща ѝ остава в неизвестност. Има по-голям брат, Лаган, който заснема Kesha: My Crazy Beautiful Life, и по-малък, осиновен брат Луи. Певицата има полски и унгарски корени.
На 17-годишна възраст тя напуска училище, за да преследва мечтата си да бъде певица. Тя подписва договор с продуцентите Max Martin и Dr. Luke. Неин помощник в писането на песни става Benny Blanco.

## 2009 – 11 Animal и Cannibal
Дебютният и албум Animal е издаден в началото на 2010 година. Дебютният ѝ сингъл „Tik Tok“ е последван от „Blah Blah Blah“ в колаборация с американската електро група 30H!3, „Your Love Is My Drug“ и „Take It off“. От албумът са продадени 152 000 копия само през първата седмица след пускането му на пазара. През лятото на 2010 г. тя е част от турнето на Рияна Last Girl on Earth Tour, на което промотира песни от дебютния си албум Animal. На 19 ноември 2010 Кеша издава първото си EP – Cannibal, чиито сингли са We R Who We R, в подкрепа на ЛГБТ хората и Blow. По-късно, през пролетта на 2011, Cannibal e последван от ремикс албума I Am the Dance Commander + I Command You to Dance: The Remix Album, включващ ремикси на най-добрите песни на Кеша. The Get Sleazy Tour e името на първото световното турне на изпълнителката, включващо концерти в Северна Америка, Европа, Азия и Австралия. След приключването на турнето си, Кеша получава възможността да пее на един от най-големите рок фестивали в света – Rock in Rio (Рио де Жанейро, Бразилия).

## 2012 – 13: Warrior, My Crazy Beautiful Life
След близо едногодишно прекъсване, отдадено на пътувания до Южна Африка и островите Галапагос, Кеша се завръща с втория си студиен албум Warrior, които излиза на 04.12.2012, съвместната си работа по албума Lipsha с групата The Flaming Lips, който се очаква да излезе по-късно през 2013, и биографична книга наречена My Crazy Beautiful Life. Първият сингъл от Warrior, Die young, отива директно на 2-ра позиция в класацията Billboard Hot 100. За втори сингъл е избрана C'mon, която има не по-малък успех. Трети сингъл става Crazy Kids в дует с will.i.am. В рамките на месец и половина (23 април 2013 – 28 май 2013) MTV излъчва сериала Kesha: My Crazy Beautiful Life по едноименната книга, включващ 6 епизода с кадри от личния живот на Кеша и турнето Get Sleazy 2011. От 30 октомври 2013 започва излъчването на втори сезон от биографичния сериал Kesha: My Crazy Beautiful Life, който е концентриран върху семейството и живота на Кеша извън сцената. Въпреки взаимната работа и плановете по издаването на албума Lipsha заедно с групата The Flaming Lips, по-късно през годината става ясно че е отменен. На 7 октомври 2013 г. Pitbull издава песента „Timber“ в дует с Кеша, който се превръща в международен успех и става третият подред сингъл на Кеша на първо място и нейна единадесета песен, включена в класацията на Billboard Top 100.

## 2014: Рехабилитация и бъдещ трети студиен албум
На 3 януари Кеша е приета в клиника, за да се лекува от хранително разстройство в Лемънт, щата Илинойс. Виновник за появата му се смята нейният вече бивш продуцент Dr. Luke, който я обвинявал заради натрупаното тегло между приключването на турнето ѝ The Get Sleazy Tour и издаването на албума ѝ Warrior през 2012 с последвалото го турне. Ситуацията се влошава със сравнението му на Кеша с хладилник, което довело до развитието на булимия. На 15 януари в интервю за списание People майката на Кеша, Пиби Сибърт, обяснява, че заболяването ѝ е било фатално и оздравяването ѝ е станало по чудо.
На 6 март 2014 след два месеца в клиника Кеша обявява в социалната мрежа Twitter, че възстановяването ѝ е приключило и че работи по трети студиен албум. Освен това твърди, че избира рожденото си име, Kesha, вместо първоначалното Ke$ha.

## Личен живот
Кеша е бисексуална.

## Дискография

### Студийни албуми
- Animal (2010)
- Warrior (2012)
- Rainbow (2017)
- High Road (2020)

### Компилации
- I Am the Dance Commander +/I Command You to Dance (2011)

### EP албуми
- Cannibal (2010)
- Deconstructed (2013)

### Сингли
- „Tik Tok“ (2009)
- „Blah Blah Blah“ (2010)
- „Your Love Is My Drug“ (2010)
- „Take It Off“ (2010)
- „We R Who We R“ (2010)
- „Blow“ (2011)
- „Die Young“ (2012)
- „C'mon“ (2013)
- „Crazy Kids“ (2013)
- „Praying“ (2017)
- „Woman“ (2018)
- Raising Hell (2019)

## Видеоклипове
| Видеоклип              | Премиера | Албум     |
| ---------------------- | -------- | --------- |
| Tik Tok                | 2009     | Animal    |
| Blah Blah Blah         | 2010     | Animal    |
| Your Love Is My Drug   | 2010     | Animal    |
| Take It Off            | 2010     | Animal    |
| Stephen                | 2010     | Animal    |
| Animal                 | 2010     | Animal    |
| We R Who We R          | 2010     | Cannibal  |
| Blow                   | 2011     | Cannibal  |
| Die Young              | 2012     | Warrior   |
| C'mon                  | 2013     | Warrior   |
| Crazy Kids             | 2013     | Warrior   |
| Dirty Love             | 2013     | Warrior   |
| Praying                | 2017     | Rainbow   |
| Woman                  | 2017     | Rainbow   |
| Learn to Let Go        | 2017     | Rainbow   |
| Rainbow                | 2017     | Rainbow   |
| I Need A Woman to Love | 2018     | —         |
| Hymn                   | 2018     | Rainbow   |
| Raising Hell           | 2019     | High Road |
| My Own Dance           | 2019     | High Road |
| Resentment             | 2019     | High Road |
| High Road              | 2020     | High Road |

## Турнета
- Get Sleazy Tour (2011)
- North American Tour (2013)
- Warrior Tour (2013)